# Lestomyia sabulona
Lestomyia sabulona là một loài ruồi trong họ Asilidae. Lestomyia sabulona được Osten-Sacken miêu tả năm 1877.